# Lophostoma occidentalis
Lophostoma occidentalis är en fladdermus i familjen bladnäsor som förekommer i norra Sydamerika. Den listades en längre tid som underart till Lophostoma silvicolum och godkänns sedan en taxonomisk studie från 2011 som art. Den under tidiga 2000-talet nybeskrivna arten L. aequatorialis infogades som synonym.
Arten är med 51,2 till 56,8 mm långa underarmar en av de största släktmedlemmarna. Den avviker även i flera detaljer av skallens konstruktion från andra fladdermöss i samma släkte.
Lophostoma occidentalis förekommer vid Stilla havet från sydvästra Colombia över Ecuador till nordvästra Peru. Den lever i låglandet och i kulliga områden upp till 980 meter över havet. Individerna vistas i städsegröna samt i lövfällande skogar.
Denna fladdermus hotas av skogsavverkningar. Beståndet minskar och listas av IUCN som nära hotad (NT).